# Luca Sportelli
Luca Sportelli (* 11. März 1927 in Bari; † 29. August 1999 in Rom) war ein italienischer Schauspieler.

## Leben
Sportelli begann als Darsteller beim Avanspettacolo (einer Art Varieté-Kabarett-Revue-Sketch-Kombination) und in Revuenneben Erminio Macario, trat aber auch in Theaterstücken wie Il gattopardo unter Regisseur Franco Enriquez und Ma non c'è una cosa seria unter Edmo Fenoglio auf. Im Kino spielte er nach Gelegenheitsengagements seit 1967 regelmäßig, oftmals kleine Rollen in derb-komischen Filmen, wo ihn seine untersetzte Statur mit rundem, molligem Gesicht und ausgeprägter Glatze als Opfer des Hauptdarstellers prädestinierte. Später war er in Kriminalfilmen und Sexy Comedies zu sehen.

## Filmografie (Auswahl)
- 1968: Ciccio perdona… io no!
- 1968: Im Staub der Sonne (Spara, gringo, spara)
- 1969: Isabella – Mit blanker Brust und spitzem Degen (Isabella, ducchessa dei diavoli)
- 1972: Allein gegen das Gesetz (Il vero e il falso)
- 1972: Don Camillo e i giovani d’oggi
- 1972: Das Rätsel des silbernen Halbmonds (Sette orchidee macchiate di rosso)